# Otto Bauriedl
Otto Bauriedl (* 9. August 1881 in München; † 12. Juni 1961 ebenda) war ein deutscher Maler, Grafiker und Illustrator.

## Leben
Er belegte von 1898 bis 1900 ein Studium an der Münchner Kunstgewerbeschule und von 1900 bis 1905 an der Münchner Kunstakademie bei Peter Halm und Franz von Stuck. Bauriedl schuf Illustrationen für die Münchner Zeitschrift „Die Jugend“ und verschiedene Verlage, unter anderen für Gerlachs Jugendbücher, Wien. Bauriedl stellte ab 1904 in der Münchener Secession aus und wurde 1905 Mitglied. 1905 war er auch erstmals im Hagenbund vertreten. 1906 bis 1913 hatte er eine Mitgliedschaft beim Hagenbund und ab 1911 bei der Union internationale des Beaux-Arts des Lettres in Paris. 1914 bis 1918 erfolgte seine Kriegsdienstleistung im Schneeschuh-Bataillon I, in den Vogesen, den Karpaten, Istrien und Frankreich. 1924 war er bei der Biennale in Venedig mit dem Ölbild „Nebel und Sonne“ vertreten. Im Katalog zur Ausstellung des Hagenbundes in Košice 1922 wurde er als „Ländliches Mitglied“ bezeichnet (kein Werk ausgestellt). Studienreisen unternahm er durch die Türkei, Italien, Griechenland und Südfrankreich. Bauriedl war von 1941 bis 1944 auf den jährlichen Großen Deutschen Kunstausstellung in München mit insgesamt 10 Bildern vertreten, von denen 1941 der Nazi-Führer Franz Xaver Schwarz das Ölgemälde „Herbstlicher Blick zum Karwendel“ erwarb (heute in der Bayerischen Staatsgemäldesammlung).

## Sammlungen
Albertina, Alpines Museum, Belvedere, Neue Pinakothek, Städtische Galerie im Lenbachhaus, Wien Museum.

## Ehrungen
1925 Ernennung zum Professor.